# Landgericht Michelstadt
Das Landgericht Michelstadt war von 1822 bis 1879 ein Landgericht des Großherzogtums Hessen in der Provinz Starkenburg mit Sitz in Michelstadt im Odenwald.

## Geschichte

### Gründung
Ab 1821 trennte das Großherzogtum Hessen auch auf unterer Ebene Rechtsprechung und Verwaltung. Für die Verwaltung wurden Landratsbezirke geschaffen, die erstinstanzliche Rechtsprechung Landgerichten übertragen.
 Bei dieser Verwaltungsreform konnte der Staat zunächst ausschließlich die Gerichtsbarkeit dort neu regeln, wo er über sie uneingeschränkt verfügen konnte. Die Gebiete, in denen die staatliche Souveränität entsprechend weit reichte, wurden als Dominiallande bezeichnet. In den Gebieten, in denen Standesherren und anderer Adel weiterhin eigene Gerichtshoheit ausübten, den Souveränitätslanden, musste der Staat zunächst mit jedem der einzelnen Gerichtsherren vertragliche Vereinbarungen treffen, um die von diesen bis dahin ausgeübte Gerichtshoheit in die staatliche Rechtsprechung einzugliedern. Das zog sich für den Bereich des Landgerichts Michelstadt bis 1822 hin, als der Staat entsprechende Vereinbarungen mit den Grafen von Erbach-Erbach den Grafen von Erbach-Fürstenau und den Fürsten von Löwenstein-Wertheim schließen konnte. Weiterhin erhalten blieb aber bis 1824 eine eigene Berufungsinstanz (siehe: Weitere Entwicklung).

### Bezirk
Der Bezirk des Landgerichts Michelstadt umfasste:
| Gemeinde         | Herkunft                                          | Zugang | Abgang | Nach                    |
| ---------------- | ------------------------------------------------- | ------ | ------ | ----------------------- |
| Asselbrunn       | Amt Fürstenau                                     | 1822   | 1879   | Amtsgericht Michelstadt |
| Bockenrod        | Amt Reichenberg                                   | 1822   | 1853   | Landgericht Fürth       |
| Bullau           | Amt Michelstadt                                   | 1822   | 1879   | Amtsgericht Michelstadt |
| Dorf-Erbach      | Amt Erbach                                        | 1822   | 1879   | Amtsgericht Michelstadt |
| Eberbach         | Amt Reichenberg und Herrschaft Fränkisch-Crumbach | 1822   | 1853   | Landgericht Fürth       |
| Ebersberg        | Amt Erbach                                        | 1822   | 1879   | Amtsgericht Michelstadt |
| Elsbach          | Amt Erbach                                        | 1822   | 1879   | Amtsgericht Michelstadt |
| Erbach           | Amt Erbach                                        | 1822   | 1879   | Amtsgericht Michelstadt |
| Erbuch           | Amt Erbach                                        | 1822   | 1879   | Amtsgericht Michelstadt |
| Erlenbach        | Amt Erbach                                        | 1822   | 1879   | Amtsgericht Michelstadt |
| Ernsbach         | Amt Erbach                                        | 1822   | 1879   | Amtsgericht Michelstadt |
| Erzbach          | Amt Reichenberg                                   | 1822   | 1853   | Landgericht Fürth       |
| Eulbach          | Amt Erbach                                        | 1822   | 1879   | Amtsgericht Michelstadt |
| Eutergrund       | Amt Michelstadt                                   | 1822   | 1879   | Amtsgericht Michelstadt |
| Frohnhofen       | Amt Reichenberg                                   | 1822   | 1853   | Landgericht Fürth       |
| Groß-Gumpen      | Amt Reichenberg                                   | 1822   | 1853   | Landgericht Fürth       |
| Günterfürst      | Amt Erbach                                        | 1822   | 1879   | Amtsgericht Michelstadt |
| Haisterbach      | Amt Erbach                                        | 1822   | 1879   | Amtsgericht Michelstadt |
| Kimbach          | Landgericht Höchst                                | 1853   | 1879   | Amtsgericht Michelstadt |
| Kirch-Beerfurth  | Amt Kirch-Beerfurth und Amt Reichenberg           | 1822   | 1879   | Amtsgericht Michelstadt |
| Klein-Gumpen     | Landgericht Lichtenberg                           | 1828   | 1853   | Landgericht Fürth       |
| Langenbrombach   | Amt Fürstenau und Amt Breuberg                    | 1822   | 1879   | Amtsgericht Michelstadt |
| Laudenau         | Landgericht Lichtenberg                           | 1828   | 1853   | Landgericht Fürth       |
| Lauerbach        | Amt Erbach                                        | 1822   | 1879   | Amtsgericht Michelstadt |
| Michelstadt      | Amt Michelstadt                                   | 1822   | 1879   | Amtsgericht Michelstadt |
| Momart           | Amt Fürstenau                                     | 1822   | 1879   | Amtsgericht Michelstadt |
| Neudorf          | Amt Fürstenau                                     | 1822   | 1879   | Amtsgericht Michelstadt |
| Nieder-Kainsbach | Amt Reichenberg und Amt Lichtenberg               | 1822   | 1879   | Amtsgericht Reinheim    |
| Ober-Gersprenz   | Amt Reichenberg                                   | 1822   | 1879   | Amtsgericht Michelstadt |
| Ober-Kainsbach   | Amt Reichenberg                                   | 1822   | 1879   | Amtsgericht Michelstadt |
| Ober-Mossau      | Amt Fürstenau                                     | 1822   | 1879   | Amtsgericht Michelstadt |
| Ober-Ostern      | Amt Reichenberg                                   | 1822   | 1853   | Landgericht Fürth       |
| Rehbach          | Amt Fürstenau                                     | 1822   | 1879   | Amtsgericht Michelstadt |
| Reichelsheim     | Amt Reichenberg                                   | 1822   | 1853   | Landgericht Fürth       |
| Rohrbach         | Amt Reichenberg                                   | 1822   | 1853   | Landgericht Fürth       |
| Roßbach          | Amt Erbach                                        | 1822   | 1879   | Amtsgericht Michelstadt |
| Schönnen         | Amt Erbach                                        | 1822   | 1879   | Amtsgericht Michelstadt |
| Steinbach        | Amt Fürstenau                                     | 1822   | 1879   | Amtsgericht Michelstadt |
| Steinbuch        | Amt Fürstenau                                     | 1822   | 1879   | Amtsgericht Michelstadt |
| Stockheim        | Amt Michelstadt                                   | 1822   | 1879   | Amtsgericht Michelstadt |
| Unter-Gersprenz  | Amt Reichenberg                                   | 1822   | 1879   | Amtsgericht Michelstadt |
| Unter-Mossau     | Landgericht Beerfelden                            | 1853   | 1879   | Amtsgericht Michelstadt |
| Unter-Ostern     | Amt Reichenberg                                   | 1822   | 1853   | Landgericht Fürth       |
| Vielbrunn        | Landgericht Höchst                                | 1853   | 1879   | Amtsgericht Michelstadt |
| Weiten-Gesäß     | Amt Fürstenau                                     | 1822   | 1879   | Amtsgericht Michelstadt |
| Winterkasten     | Landgericht Lichtenberg                           | 1828   | 1853   | Landgericht Fürth       |
| Würzberg         | Amt Erbach                                        | 1822   | 1879   | Amtsgericht Michelstadt |
| Zell             | Amt Erbach                                        | 1822   | 1879   | Amtsgericht Michelstadt |

### Weitere Entwicklung
Bis 1824 unterhielten die Standesherren als zweite Instanz noch eine gemeinsame Großherzoglich Hessische Fürstlich Löwensteinische und Gräflich Erbachische Samt-Justiz-Kanzlei in Michelstadt. Erst darüber folgte als nächsthöhere Instanz das Hofgericht Darmstadt, als erste rein staatliche Institution. Zum 1. Juli 1824 gaben die Standesherren die Justizkanzlei auf und Berufungsinstanz für das Landgericht Michelstadt war nun direkt das Hofgericht Darmstadt.
1828 kam die Zuständigkeit für die drei Dörfer hinzu, die nach Auflösung des Patrimonialgerichts Laudenau ein Jahr zuvor zunächst „provisorisch“ dem Landgericht Lichtenberg zugeteilt worden waren.
Durch mehrere Verwaltungsreformen, 1832, 1848 und zuletzt 1852 hatten sich nicht nur die Bezeichnungen der Verwaltungsbezirke, sondern auch deren Grenzen geändert. Um das wieder anzugleichen, revidierte das Großherzogtum 1853 in den Provinzen Starkenburg und Oberhessen umfassend die Zuständigkeitsbereiche der Gerichte. Die Folge waren auch umfangreiche Änderungen für den Sprengel des Landgerichts (siehe Übersicht).

### Ende
Mit dem Gerichtsverfassungsgesetz von 1877 wurden Organisation und Bezeichnungen der Gerichte reichsweit vereinheitlicht. Zum 1. Oktober 1879 hob das Großherzogtum Hessen deshalb die Landgerichte auf. Funktional ersetzt wurden sie durch Amtsgerichte. So ersetzte das Amtsgericht Michelstadt das Landgericht Michelstadt. „Landgerichte“ nannten sich nun die den Amtsgerichten direkt übergeordneten Obergerichte. Das Amtsgericht Michelstadt wurde dem Bezirk des Landgerichts Darmstadt zugeordnet.

## Gerichtsgebäude
Das Gerichtsgebäude in der Erbacher Straße 9 / Kellereibergstraße 2 ist ein klassizistisches Haus in Massivbauweise aus grob behauenen Sandsteinquadern mit geglätteten Ecklisenen und umlaufendem Gesimsband. Der gräfliche Forstmeister Klump ließ es 1820 als Wohnhaus errichten. Nach seinem Tod 1837 erwarb es die Stadt. Anschließend diente es als Wohn- und Amtsgebäude des Landrichters. Das Eckhaus ist mit einem Walmdach gedeckt. Es wurde 1900 um eine Achse verlängert, als das Amtsgericht Michelstadt es nutzte. Unmittelbar nach 1879 entstand – ebenfalls schon als das Amtsgericht die Liegenschaft nutzte – der Anbau für das Schöffengericht (Kellereibergstraße 2) in spätklassizistischem Stil. Das Gebäude ist heute ein Kulturdenkmal aufgrund des Hessischen Denkmalschutzgesetzes wegen seiner geschichtlichen, künstlerischen und städtebaulichen Bedeutung und steht unter Denkmalschutz.

## Richter
- Carl Brenner (1842–1852)
- Karl Doerr (1853–1860)
- Johann Christian Zentgraf, Landrichter[12]